# 人民之家
人民之家(西班牙語：Casa Grande del Pueblo)，是玻利维亚现行总统府所在地。

## 沿革
1853至2018年间，玻利维亚总统的官方办公场所为克马多宫。现总统府建设工程于2014年10月31日启动，2018年8月9日正式启用，标志着在埃沃·莫拉莱斯总统任期内该国行政中枢由克马多宫迁移至此。2019年至2020年政治危机期间，珍妮娜·阿涅斯临时政府重新启用克马多宫作为总统府。2020年11月8日，新任总统路易斯·阿尔塞宣誓就职后，人民之家恢复行使总统府职能。

## 建设争议
该项目启动初期即面临法定障碍。拉巴斯市政府援引《土地用途与住房规划条例》，指出历史城区建筑高度限制规定与设计方案存在冲突，导致项目审批遭遇法律阻碍。 经由多民族立法大会介入，在莫拉莱斯政府政治力量推动下，项目最终通过特殊审批程序获准实施。
选址争议集中于建筑地块的历史价值——原址为1821年建成的拉巴斯总主教旧邸，该建筑因具有殖民时期建筑特色而受文物保护团体关注。尽管多方呼吁保留，这座早于玻利维亚共和国成立的历史建筑仍遭拆除。

## 落成与使用
在耗资3400万美元兴建后，该建筑于2018年8月9日由时任总统莫拉莱斯主持落成典礼。 这座29层的现代主义建筑内部设置总统官邸、行政办公区及外交接待厅，顶层直升机平台可直达总统专机起降区。

## 建筑特征
作为拉巴斯城市天际线的制高点，这座建筑总高度达120米（390英尺），共计29层，目前稳居首都最高建筑物之位。
建筑内部融合现代设计与本土文化元素，入口大堂内高悬由玻利维亚艺术家罗伯托·马马尼·马马尼创作的帕查玛玛主题壁画。正门拱门处装饰有36幅融合男女特征的肖像雕刻，象征该国官方承认的36个原住民社群的独特身份。
建筑外立面通过三组抽象符号展现国家地理特征：顶部几何造型对应安第斯山脉，中部象征高原河谷，底部线条则代表东部低地平原，整体设计融合本土自然地理与现代建筑语言。
大楼顶部设有专用直升机停机坪，首脑办公区占据建筑顶部两层，配备独立电梯系统及包括健身房、水疗中心在内的总统专属区域。
总统私人套房总占地1,068 m2（11,500 sq ft），其中主卧室面积61 m2（660 sq ft），配有传统纹饰雕花床架等定制家具。卫浴空间占地47 m2（510 sq ft），配备豪华淋浴间与按摩浴缸。会客厅内悬挂的国际政治家群像壁画尤为瞩目，涵盖纳尔逊·曼德拉、菲德尔·卡斯特罗等历史人物形象。